# Mięsień przywodziciel długi
Mięsień przywodziciel długi (łac. musculus adductor longus) – w anatomii człowieka trójkątny, płaski, wachlarzowaty mięsień należący do warstwy przedniej grupy przyśrodkowej mięśni uda. Zaczyna się na kości łonowej ku dołowi od guzka łonowego, a kończy się na środkowej jednej trzeciej części wargi przyśrodkowej kresy chropawej. Położony jest do przodu od mięśnia przywodziciela wielkiego, a pomiędzy nimi znajduje się mięsień przywodziciel krótki. Mięsień buduje dno przyśrodkowej części trójkąta udowego. Unaczyniony jest przez tętnicę głęboką uda i tętnice sromowe zewnętrzne pochodzące od tętnicy udowej i przez tętnicę zasłonową, a unerwiony przez gałąź przednią nerwu zasłonowego..
Główną funkcją mięśnia jest przywodzenie uda, dodatkowo unosi udo i obraca je na zewnątrz. Jego wspólna czynność z mięśniem grzebieniowym i przywodzicielem krótkim umożliwia założenie nogi na nogę.